# Kazimierza Wielka (gromada w powiecie kazimierskim)
Kazimierza Wielka – dawna gromada, czyli najmniejsza jednostka podziału terytorialnego Polskiej Rzeczypospolitej Ludowej w latach 1954–1972.
Gromady, z gromadzkimi radami narodowymi (GRN) jako organami władzy najniższego stopnia na wsi, funkcjonowały od reformy reorganizującej administrację wiejską przeprowadzonej jesienią 1954 do momentu ich zniesienia z dniem 1 stycznia 1973, tym samym wypierając organizację gminną w latach 1954–1972.
Gromadę Kazimierza Wielka z siedzibą GRN w mieście Kazimierza Wielka (nie wchodzącym w jej skład) utworzono 1 stycznia 1969 w powiecie kazimierskim w woj. kieleckim z obszarów zniesionych gromad Gabułtów i Stradlice; równocześnie do gromady Kazimierza Wielka przyłączono wsie Donosy, Odonów i Słonowice ze zniesionej gromady Donosy.
1 stycznia 1970 do gromady Kazimierza Wielka przyłączono z miasta Kazimierzy Wielkiej w tymże powiecie tereny pod nazwą Selekta o powierzchni 283 ha oraz łąki pod nazwami Kępie i Krzywda o powierzchni około 108 ha.
Gromada przetrwała do końca 1972 roku, czyli do kolejnej reformy gminnej. 1 stycznia 1973 reaktywowano zniesioną w 1954 roku gminę Kazimierza Wielka.
Uwaga: Gromada Kazimierza Wielka (o innym składzie i w powiecie pińczowskim) istniała także przez krótki czas jesienią 1954.